# Cynomops abrasus
Cynomops abrasus là một loài động vật có vú trong họ Dơi thò đuôi, bộ Dơi. Loài này được Temminck mô tả năm 1827.